# Элизабет (Западная Виргиния)
Элизабет (англ. Elizabeth) — инкорпорированный город в округе Уэрт штата Западная Виргиния (США), административный центр округа. В 2010 году в городе проживало 823 человека.

## Географическое положение
Элизабет находится на севере штата Западная Виргиния и является административным центром округа Уэрт. Расположен на реке Литл-Канова на пересечении дорог штата 14, 53 и 5. По данным Бюро переписи населения США город Элизабет имеет общую площадь в 1,37 квадратного километра.

## История
В 1796 году на месте будущего города поселился Уильям Бьючэмп, он приобрёл 1400 акров земли около реки Литл-Канова. Эти места стали известны как Бьючэмпс-Миллс (Beauchamp’s Mills). В 1817 году поселение было переименовано в Элизабет в честь Элизабет Вудъярд — жены сына основателя Дэвида Бьючэмпа. В 1822 году оно получило городскую хартию от Генеральной ассамблеи Виргинии.

## Население
По данным переписи 2010 года население Элизабет составляло 823 человека (из них 47,0 % мужчин и 53,0 % женщин), в городе было 377 домашних хозяйства и 228 семей. Расовый состав: белые — 98,4 % и представители двух и более рас — 0,9 %.
Из 377 домашних хозяйств 39,3 % представляли собой совместно проживающие супружеские пары (11,9 % с детьми младше 18 лет), в 17,0 % домохозяйств женщины проживали без мужей, в 4,0 % домохозяйств мужчины проживали без жён, 39,5 % не являлись семьёй. В среднем домашнее хозяйство ведут 2,18 человека, а средний размер семьи — 2,79 человека.
Население города по возрастному диапазону по данным переписи 2010 года распределилось следующим образом: 22,6 % — жители младше 18 лет, 3,4 % — между 18 и 21 годами, 56,9 % — от 21 до 65 лет и 17,1 % — в возрасте 65 лет и старше. Средний возраст населения — 40,7 года. На каждые 100 женщин в Элизабет приходилось 88,8 мужчины, при этом на 100 совершеннолетних женщин приходилось 83,6 мужчины сопоставимого возраста.
В 2014 году из 649 трудоспособных жителей старше 16 лет имели работу 272 человека. При этом мужчины имели медианный доход в 26 667 долларов США в год против 29 250 долларов среднегодового дохода у женщин. В 2014 году медианный доход на семью оценивался в 28 542 $, на домашнее хозяйство — в 28 802 $. Доход на душу населения — 13 338 $. 35,4 % от всего числа семей в Элизабет и 41,4 % от всей численности населения находилось на момент переписи за чертой бедности.
Динамика численности населения:
|  |